# Galveston Island
Galveston Island ist eine aus einer Sandbank entstandene Insel an der texanischen Küste und liegt etwa 80 km südöstlich von Houston. Die Insel liegt mit Ausnahme der Siedlung Jamaica Beach innerhalb der Stadtgrenzen von Galveston.
Die Insel hat eine maximale Höhe von sechs Metern und ist etwa 43 km lang und an ihrer weitesten Stelle 5 km breit. Sie hat eine Fläche von 165 km² und verläuft von Südwesten nach Nordosten. Der offene Golf von Mexiko liegt südlich und östlich, westlich liegt die West Bay und im Norden schließt sich die Galveston Bay an. Der wichtigste Zugang zur Insel ist der Interstate 45, der die West Bay quert. Der äußerste Norden der Insel wird durch Galveston Harbor von der Bolivar Peninsula getrennt. Diese Passage ist der Eingang zur Galveston Bay und zum Houston Ship Channel. Zwischen Galveston Island und der Port Bolivar besteht eine Fährverbindung. Das südliche Ende ist vom Festland durch den San Luis Pass getrennt. Diese Meerenge wird durch eine mautpflichtige Brücke überbrückt. Über den Blue Water Highway besteht somit Straßenverbindung von der Insel nach Surfside Beach hergestellt.

## Geschichte
Ursprünglich lebten Indianer von den Stämmen der Akokisa und Karankawa in dem Gebiet. Es wird angenommen, dass der erste namentlich bekannte Europäer, der seinen Fuß auf die Insel setzte, im November 1528 Álvar Núñez Cabeza de Vaca war, der mit seinen Leuten nach einem Schiffbruch auf der Insel unfreiwillig Station machte.
Jao de la Porta und sein Bruder Morin finanzierten 1816 die erste dauerhafte Siedlung von Europäern auf der Insel. Joa de la Porta war von Geburt ein portugiesischer Jude, der später ein bedeutender texanischer Kaufmann wurde.

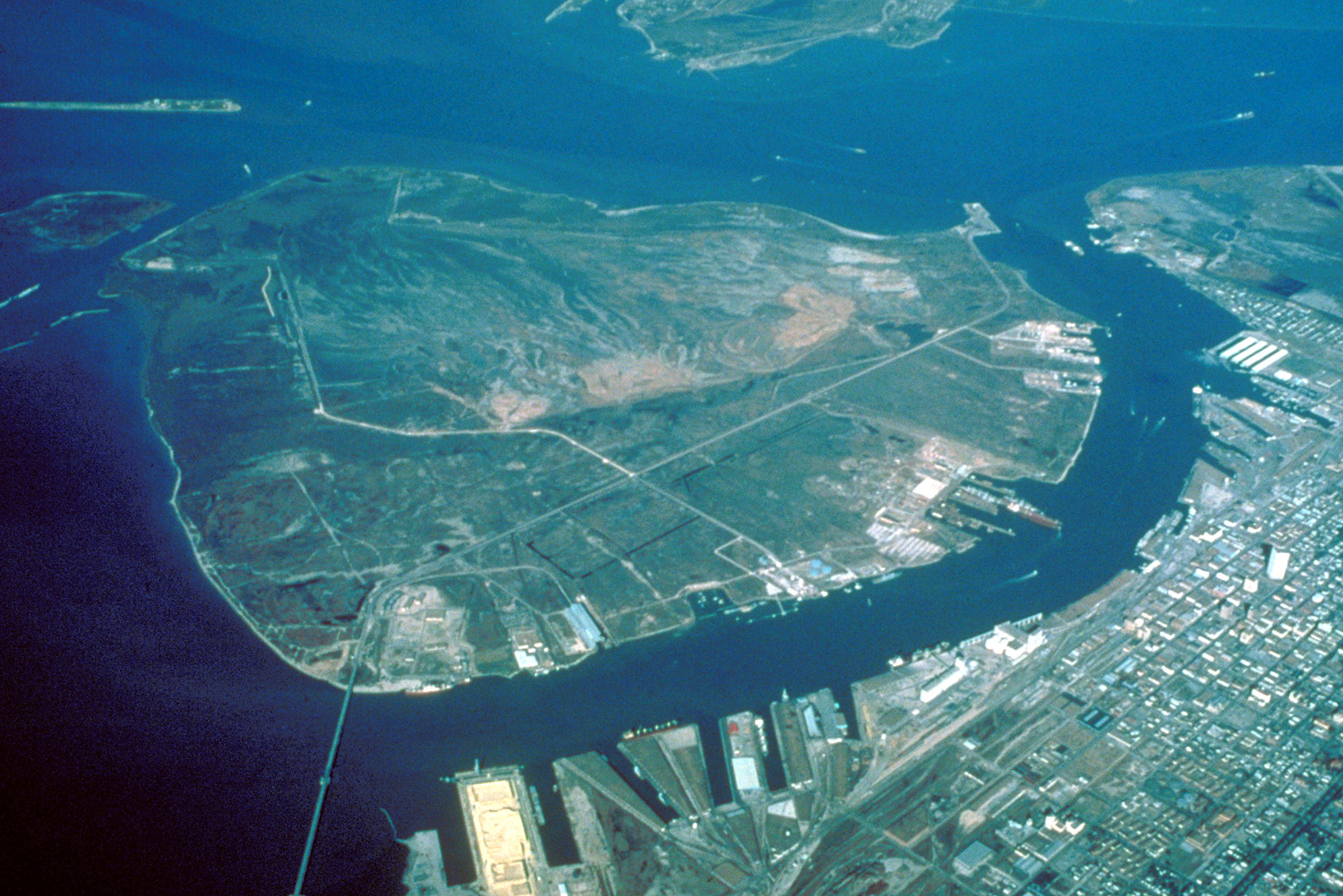
Luftbild von Pelican Island und dem nordöstlichen Ende von Galveston Island.

Am 8. September 1900 ereignete sich mit dem Galveston-Hurrikan die größte bekannte Naturkatastrophe, die bislang Nordamerika heimgesucht hat. In den frühen Abendstunden gelangte das Sturmzentrum hier über Land und die einhergehende Sturmflut überflutete den größten Teil der Insel mit der Stadt Galveston, die damals aufgrund ihrer Bedeutung als Hafenstadt die einwohnerreichste Stadt im Bundesstaat Texas war. Durch den Sturm und die Flut wurde die Stadt zerstört und mehr als 6000 Bewohner verloren innerhalb weniger Stunden ihr Leben.

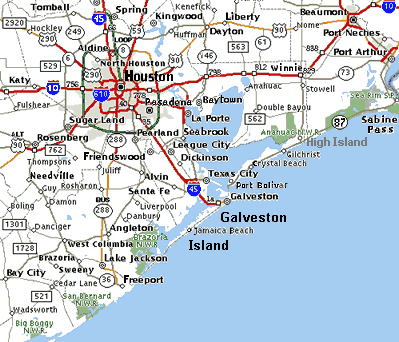
Galveston Island und der Großraum Houston-Galveston.

Die Stadt konnte ihre frühere Bedeutung nicht zurückgewinnen und Houston entwickelte sich als neues Wirtschaftszentrum. Zur Abwehr einer Sturmflut wurde später die Galveston Seawall erbaut, eine 5,2 m hohe Mauer aus Beton, die den größten Teil der dem Golf von Mexiko zugewandten Seite der Insel entlangläuft.